# Alekséi Burdeini
Alekséi Semiónovich Burdeini (en ruso: Алексе́й Семёнович Бурде́йный, en ucraniano: Олексій Семенович Бурдейний; Zhitómir, Imperio ruso, 18 de octubre de 1908 – Moscú, Unión Soviética, 21 de abril de 1987) fue un líder militar soviético que combatió en las filas del Ejército Rojo durante la Segunda Guerra Mundial. Por su actuación en la operación Bagratión se le concedió el título de Héroe de la Unión Soviética el 19 de abril de 1945. Después de la guerra permaneció en las fuerzas armadas y en 1961 alcanzó el rango de coronel general.

## Biografía

### Infancia y juventud
Alekséi Burdeini nació el 18 de octubre de 1908 en la localidad de Zhitómir —en esa época situada en la gobernación de Volinia del Imperio ruso, actualmente en el óblast de Zhitómir de Ucrania— en el seno de una familia ucraniana de clase trabajadora. Se graduó en un Rabfak (una institución educativa que preparaba a los trabajadores soviéticos para ingresar en instituciones de educación superior) y trabajó en una fábrica en su ciudad natal.
En 1928 se convirtió en miembro del Partido Comunista y en junio de 1931, fue reclutado por el Ejército Rojo y enviado formarse a la Escuela Blindada de Sarátov donde recibió entrenamiento de mando. Después de graduarse en marzo de 1932, fue destinado a la Brigada Mecanizada Kalinovsky como comandante de pelotón. La Brigada estaba estacionada en el Distrito Militar de Moscú y fue una de las primeras unidades blindadas soviéticas. Posteriormente, en octubre de 1933, fue trasladado al aeródromo de Monino, en los alrededores de Moscú, como técnico superior, aunque estuvo poco tiempo ya que en septiembre de 1935 regresó a la brigada, en la que pasó a comandar distintas compañías de tanques y de entrenamiento.
En septiembre de 1937 fue enviado a la Academia Militar de Mecanización y Motorización para recibir entrenamiento avanzado, graduándose en mayo de 1940 para convertirse en jefe de la Segunda Sección del cuartel general del 53.º Regimiento de Tanques de la 81.ª División Motorizada, que a su vez formaba parte del 4.º Cuerpo Mecanizado, situada en el Distrito Militar Especial de Kiev. Poco después, en octubre de 1940, fue trasladado al cuartel general del cuerpo para desempeñarse como subjefe del Departamento de Operaciones.

### Segunda Guerra Mundial
Después de la invasión alemana de la Unión Soviética, participó en las batallas fronterizas en el óblast de Leópolis (RSS de Ucrania). En julio fue transferido para servir como asistente principal del jefe del servicio blindado del 37.º Ejército, donde participó en la batalla de Kiev. Con un grupo consolidado, se abrió camino a través de la retaguardia alemana mientras estaba rodeado. En agosto, tomó el mando del 3.er Regimiento de Tanques de la 3.ª Brigada de Tanques de los Frentes Suroeste y Sur y participó en la Operación Defensiva de Rostov (1941) y en la batalla de Rostov (1941), en las que la unidad bajo su mando ayudó a liberar Rostov del Don. En enero de 1942, fue transferido para servir como jefe de Estado Mayor de la 2.ª Brigada de Tanques del Frente Sur.
En abril de 1942, cuando se formó el 24.º Cuerpo de Tanques, Burdeini se unió a él como jefe de Estado Mayor del comandante del cuerpo, el general Vasili Badanov. El Cuerpo fue enviado para enfrentarse a las fuerzas alemanas que avanzaban en el sur y casi fue aniquilado en los combates cerca del río Don, durante julio. A finales de octubre, la unidad se recuperó de sus graves pérdidas después de varios meses en la reserva. Fue asignado al Frente Sudoeste y participó en la batalla de Stalingrado. En diciembre, el cuerpo destruyó el aeropuerto de Tatsinskaya y pasó a llamarse 2.º Cuerpo de Tanques de la Guardia «Tatsinskaya» en honor a esta operación. En marzo, después del final de la batalla de Stalingrado, el Cuerpo pasó a formar parte del Frente de Vorónezh.
El 26 de junio de 1943, el coronel Burdeini asumió el mando del cuerpo, ocupó este puesto hasta el final de la guerra. Al mando del cuerpo, participó en la batalla de Kursk y fue ascendido a mayor general el 31 de agosto. El 3 de julio de 1944, durante la Operación Bagratión, sus unidades fueron las primeras en entrar en Minsk y liberaron la ciudad. Fue ascendido al rango de teniente general el 2 de noviembre de 1944. Posteriormente, el cuerpo participó en las operaciones del Báltico, Prusia Oriental, Vístula-Óder y Berlín. Por su liderazgo durante la batalla de Minsk se le concedió el título de Héroe de la Unión Soviética (n.º 5026) el 19 de abril de 1945.

### Posguerra
En mayo de 1946, fue asignado como jefe de Estado Mayor del 7.º Ejército Mecanizado. Entre diciembre de 1947 y febrero de 1950 estudió en la Academia Militar Voroshilov. En octubre de 1950, se convirtió en comandante del 8.º Ejército Mecanizado, cargo que ocupó hasta junio de 1953. En abril de 1954, fue transferido para servir como comandante adjunto de las tropas de tanques del Distrito Militar de Bielorrusia, posteriormente, en enero de 1958, fue designado subcomandante de entrenamiento y en mayo de 1960, primer subcomandante del distrito.
En agosto de 1963, fue designado Jefe de la Dirección Central Blindada del Ministerio de Defensa. En agosto de 1970 fue nombrado representante del Jefe de Estado Mayor del Pacto de Varsovia en el Ejército Popular Nacional de Alemania Oriental, puesto en el que permaneció hasta enero de 1974, cuando se retiró de las Fuerzas Armadas. Después de jubilarse estableció su residencia en Moscú donde murió el 21 de abril de 1987 y fue enterrado en el cementerio Kúntsevo de la capital moscovita.
Además de su carrera militar, también fue ciudadano honorario de la ciudad heroica de Minsk desde 1967 y diputado de la III Convocatoria del Sóviet Supremo de la República Socialista Soviética de Ucrania. Una calle de Minsk lleva su nombre.

## Promociones

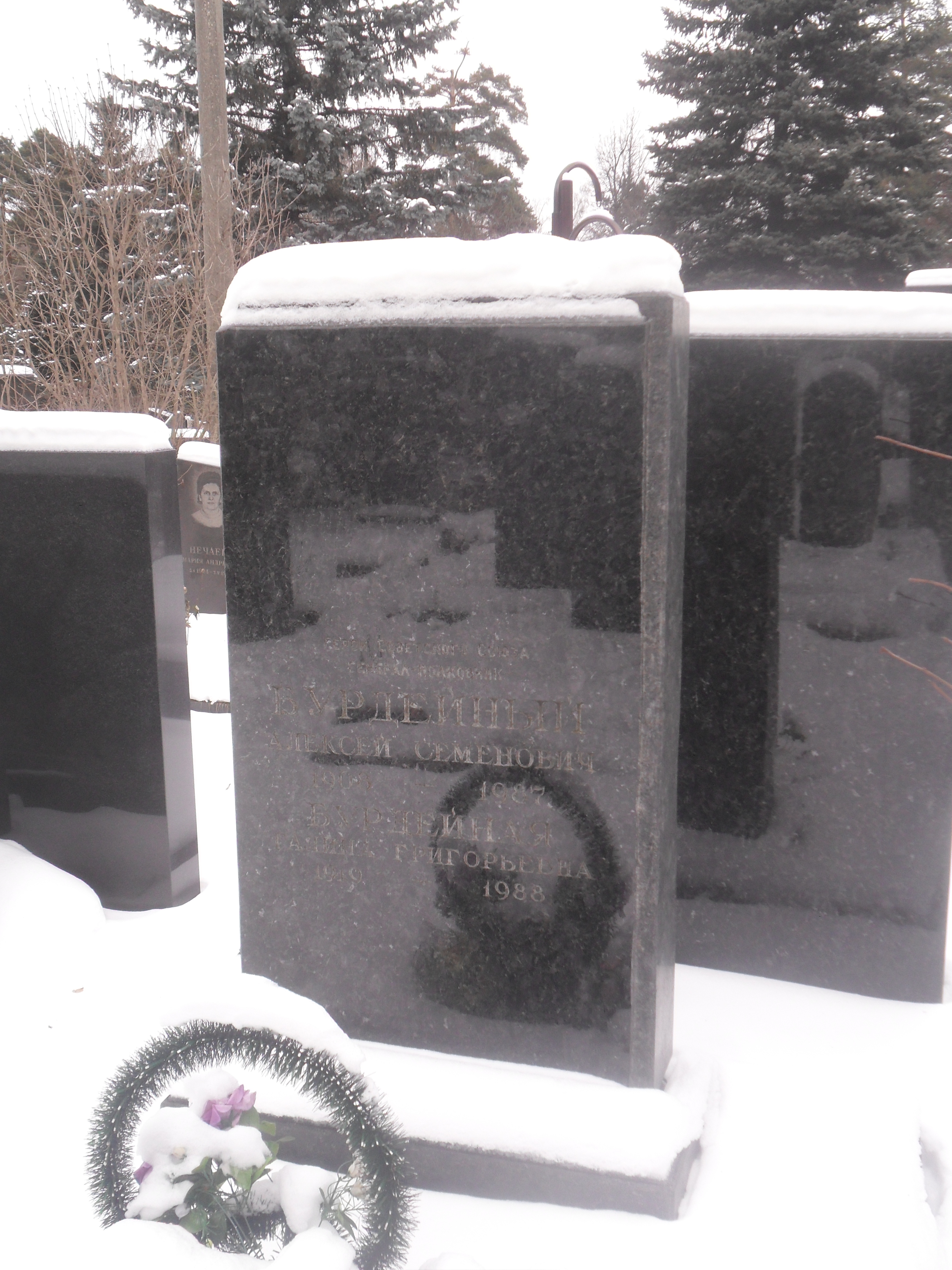
Tumba de Alekséi Burdeini en el cementerio Kúntsevo de Moscú.

- Mayor general de Fuerzas de Tanques (31 de agosto de 1943);
- Teniente general de Fuerzas de Tanques (2 de noviembre de 1944);
- Coronel general (9 de mayo de 1961).[6]

## Condecoraciones
A lo largo de su carrera militar, Burdeini recibió las siguientes condecoraciones:
Unión Soviética
- Héroe de la Unión Soviética (N.º 5026, 19 de abril de 1945) - «por su hábil mando de un cuerpo de tanques en la operación bielorrusa, su desempeño ejemplar en las batallas contra los invasores nazis y por su heroísmo y coraje».
- Orden de Lenin, dos veces
- Orden de la Bandera Roja, cuatro veces
- Orden de Suvórov de 2.do grado, dos veces
- Orden de Kutúzov de 2.do grado
- Orden de la Guerra Patria de 1.er grado
- Orden de la Estrella Roja, dos veces
- Medalla por el Servicio de Combate
- Medalla Conmemorativa por el Centenario del Natalicio de Lenin
- Medalla por la Defensa de Stalingrado
- Medalla por la Victoria sobre Alemania en la Gran Guerra Patria 1941-1945
- Medalla Conmemorativa del 20.º Aniversario de la Victoria en la Gran Guerra Patria de 1941-1945
- Medalla Conmemorativa del 30.º Aniversario de la Victoria en la Gran Guerra Patria de 1941-1945
- Medalla Conmemorativa del 40.º Aniversario de la Victoria en la Gran Guerra Patria de 1941-1945
- Medalla por la Conquista de Königsberg
- Medalla de Veterano de las Fuerzas Armadas de la URSS
- Medalla del 30.º Aniversario de las Fuerzas Armadas de la URSS
- Medalla del 40.º Aniversario de las Fuerzas Armadas de la URSS
- Medalla del 50.º Aniversario de las Fuerzas Armadas de la URSS
- Medalla del 60.º Aniversario de las Fuerzas Armadas de la URSS
- Ciudadano honorífico de la ciudad heroica de Minsk

Otros países
- Comendador de la Orden del Imperio Británico (Reino Unido)
- Cruz de Caballero de la Orden Virtuti Militari (Polonia)
- Orden al Mérito de la Patria de 2.do grado (Alemania)